# مطلوبیت دسته
مطلوبیت دسته معیاری از "خوبی دسته" است که در (Gluck و Corter 1985) و (Corter و Gluck 1992) تعریف شده است. مطلوبیت دسته سعی می‌کند احتمال اینکه دو شی در یک دسته دارای مقادیر مشخصه مشترک هستند و همینطور احتمال اینکه اشیاء از دسته‌های مختلف دارای مقادیر مشخصه متفاوت هستند را به حداکثر برساند. این در نظر گرفته شده بود تا معیارهای محدودتری از خوبی دسته را جایگزین کند، مانند "اعتبار علامت " ( (Reed 1972) ; (Rosch و Mervis 1975) ) و "شاخص تطبیق" (Jones 1983)   . این یک معیار اصولی نظریه اطلاعات از مزیت پیشگویانه به‌دست‌آمده توسط ناظری که از ساختار طبقه‌بندی داده شده (یعنی برچسب‌های کلاس از نمونه‌ها) نسبت به ناظری که دانشی از ساختار طبقه‌بندی ندارد به دست می‌آورد. از این نظر، انگیزه برای معیار مطلوبیت دسته مشابه معیار به دست آوردن اطلاعات مورد استفاده در یادگیری درخت تصمیم گیری است . در برخی ارائه ها، رسما معادل اطلاعات متقابل است، همانطور که در زیر مورد بحث قرار می گیرد. مروری بر مطلوبیت دسته در تجسم احتمالی آن، با کاربردهایی در یادگیری ماشین ، در (Witten و Frank 2005)  .

## تعریف نظری-احتمال مطلوبیت دسته
تعریف نظری-احتمال مطلوبیت دسته در (Fisher 1987) و (Witten و Frank 2005) به شرح زیر است:
{\displaystyle CU(C,F)={\tfrac {1}{p}}\sum _{c_{j}\in C}p(c_{j})\left[\sum _{f_{i}\in F}\sum _{k=1}^{m}p(f_{ik}|c_{j})^{2}-\sum _{f_{i}\in F}\sum _{k=1}^{m}p(f_{ik})^{2}\right]}
جایی که {\displaystyle F=\{f_{i}\},\ i=1\ldots n} یک اندازه است -{\displaystyle n\ } مجموعه از {\displaystyle m\ } ویژگی های آری و {\displaystyle C=\{c_{j}\}\ j=1\ldots p} مجموعه از {\displaystyle p\ } دسته بندی. عبارت {\displaystyle p(f_{ik})\ } احتمال حاشیه‌ای را مشخص می کند که ویژگی {\displaystyle f_{i}\ } مقدار {\displaystyle k\ } را می گیرد، و عبارت{\displaystyle p(f_{ik}|c_{j})\ } دسته احتمال مشروطرا مشخص می کند که ویژگی {\displaystyle f_{i}\ } مقدار{\displaystyle k\ } را می گیرد با توجه به اینکه شی مورد نظر به دسته{\displaystyle c_{j}\ } تعلق دارد.
انگیزه و توسعه این عبارت برای مطلوبیت دسته و نقش چندگانه {\displaystyle \textstyle {\tfrac {1}{p}}} به عنوان یک کنترل بیش از حد خام، در منابع بالا آورده شده است. بی قید و شرط (Fisher 1987)   ، عبارت {\displaystyle \textstyle p(c_{j})\sum _{f_{i}\in F}\sum _{k=1}^{m}p(f_{ik}|c_{j})^{2}} تعداد مورد انتظار از مقادیر مشخصه است که می تواند توسط ناظر با استفاده از استراتژی تطبیق احتمال به همراه دانش برچسب های دسته به درستی حدس بزند، در حالی که {\displaystyle \textstyle p(c_{j})\sum _{f_{i}\in F}\sum _{k=1}^{m}p(f_{ik})^{2}} تعداد مورد انتظار مقادیر مشخصه است که می تواند توسط ناظر همان استراتژی را به درستی حدس بزند، اما بدون آگاهی از برچسب های دسته. بنابراین تفاوت آنها نشان دهنده مزیت نسبی است که ناظر با داشتن دانش از ساختار دسته بندی به دست می آورد.

## تعریف نظری اطلاعات از مطلوبیت دسته
تعریف نظری اطلاعات از مطلوبیت دسته برای مجموعه ای از موجودیت ها با اندازه-{\displaystyle n\ } مجموعه ویژگی های دودویی {\displaystyle F=\{f_{i}\},\ i=1\ldots n} و یک دسته دودویی {\displaystyle C=\{c,{\bar {c}}\}} در (Gluck و Corter 1985) به شرح زیر آمده است:
{\displaystyle CU(C,F)=\left[p(c)\sum _{i=1}^{n}p(f_{i}|c)\log p(f_{i}|c)+p({\bar {c}})\sum _{i=1}^{n}p(f_{i}|{\bar {c}})\log p(f_{i}|{\bar {c}})\right]-\sum _{i=1}^{n}p(f_{i})\log p(f_{i})}
جایی که {\displaystyle p(c)\ } احتمال پیشین  یک موجودیت متعلق به دسته مثبت{\displaystyle c\ } است  (در صورت عدم وجود هرگونه اطلاعات از ویژگی)،{\displaystyle p(f_{i}|c)\ } احتمال مشروط یک موجودیت دارای ویژگی{\displaystyle f_{i}\ } است  با توجه به اینکه این موجودیت به دسته{\displaystyle c\ } تعلق دارد ، به همین ترتیب {\displaystyle p(f_{i}|{\bar {c}})}  احتمال مشروط یک موجودیت دارای ویژگی{\displaystyle f_{i}\ } است  با توجه به اینکه این موجودیت به دسته {\displaystyle {\bar {c}}} تعلق دارد ، و {\displaystyle p(f_{i})\ } احتمال پیشین یک موجودیت دارای ویژگی{\displaystyle f_{i}\ } است  (در صورت عدم وجود هرگونه اطلاعات از دسته بندی).
بینش پشت عبارت فوق به شرح زیر است: عبارت {\displaystyle p(c)\textstyle \sum _{i=1}^{n}p(f_{i}|c)\log p(f_{i}|c)} هزینه (بر حسب بیت) رمزگذاری (یا انتقال) بهینه ویژگی اطلاعات را هنگامی نشان می دهد که مشخص شود اشیایی که باید توصیف شوند به دسته{\displaystyle c\ } تعلق دارند.به طور مشابه، عبارت {\displaystyle p({\bar {c}})\textstyle \sum _{i=1}^{n}p(f_{i}|{\bar {c}})\log p(f_{i}|{\bar {c}})} هزینه (بر حسب بیت) رمزگذاری (یا انتقال) بهینه ویژگی اطلاعات را هنگامی نشان می دهد که مشخص شود اشیایی که باید توصیف شوند به دسته {\displaystyle {\bar {c}}} تعلق دارند. بنابراین مجموع این دو عبارت در پرانتز میانگین وزنی این دو هزینه است. عبارت نهایی، {\displaystyle \textstyle \sum _{i=1}^{n}p(f_{i})\log p(f_{i})} ، هزینه (بر حسب بیت) رمزگذاری (یا انتقال) بهینه ویژگی اطلاعات را هنگامی که اطلاعات هیچ دسته ای در دسترس نیست نشان می دهد. مقدار مطلوبیت دسته، در فرمول بالا، منفی خواهد بود (؟؟؟ ).

## همچنین ببینید
- انتزاع - مفهوم - برداشت
- یادگیری مفهومی
- یونیورسال ها
- یادگیری بدون نظارت